# Trạm U-Bahn Josephsplatz
Ga tàu điện ngầm Josephsplatz là một trạm của hệ thống Tàu điện ngầm München.
Nhà ga được khai trương vào ngày 18 tháng 10 năm 1980 và nằm ở khu phối Maxvorstadt gần Nhà thờ Thánh Joseph, công trường Josephsplatz được đặt theo tên này và cũng là tên nhà ga. Giống như các ga ngầm khác của tuyến U8 / 1, được khai mạc vào năm 1980, trạm Josephsplatz cũng được thiết kế đơn giản. Các bức tường vách kế bên đường rày bao gồm các tấm tường màu xanh lá cây, sàn sân ga được lát bằng đá nhân tạo từ sỏi sông Isar, các cột được phủ bằng gạch màu xanh lam, và hai dải ánh sáng được phủ bằng các thanh nhôm. 

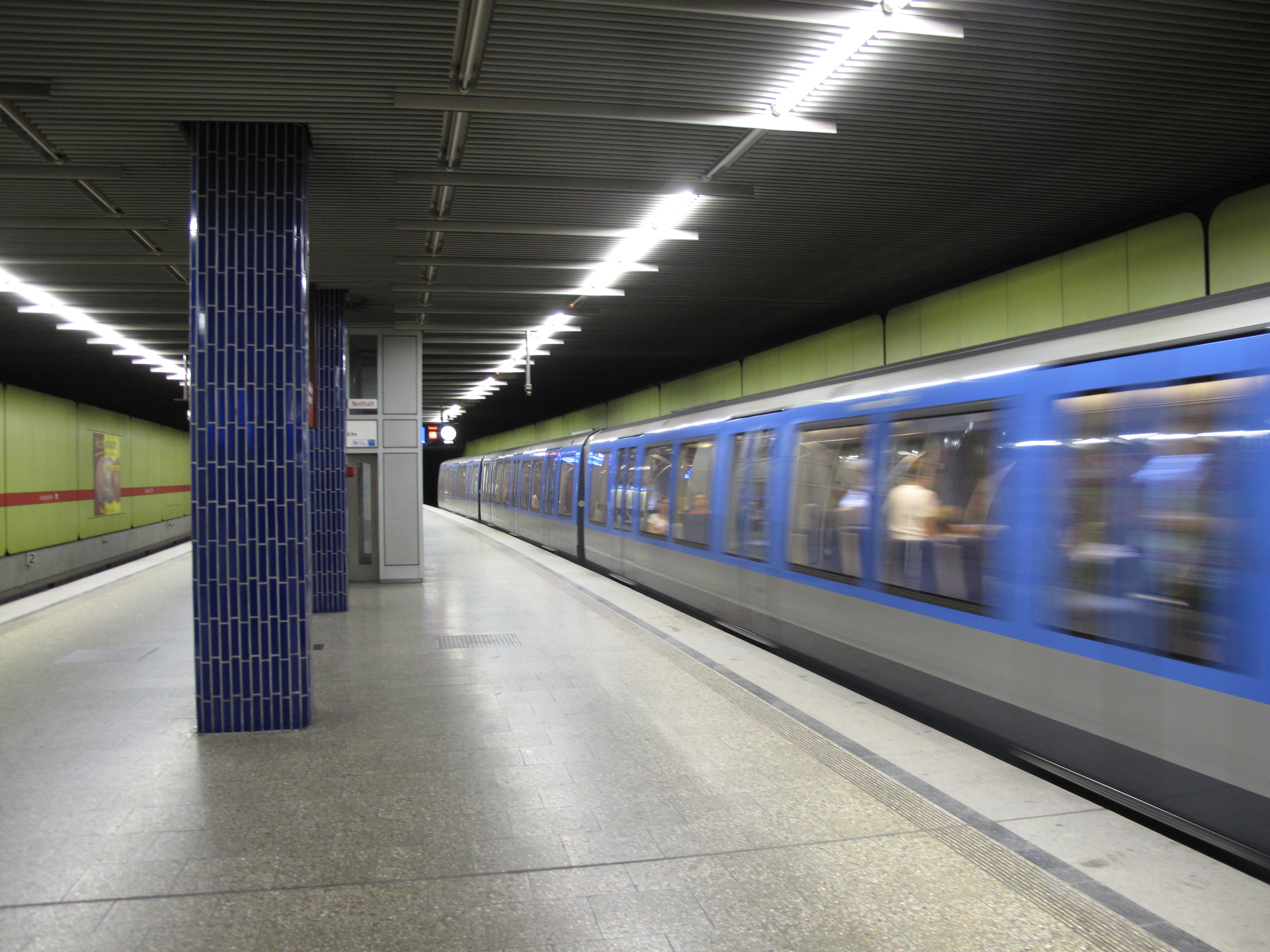
Ga tàu điện ngầm Josephsplatz

| Tuyến | Các trạm |
| ----- | --- |
| U2    | Feldmoching – Hasenbergl – Dülferstraße – Harthof – Am Hart – Frankfurter Ring – Milbertshofen – Scheidplatz – Hohenzollernplatz – Josephsplatz – Theresienstraße – Königsplatz – Hauptbahnhof – Sendlinger Tor – Fraunhoferstraße – Kolumbusplatz – Silberhornstraße – Untersbergstraße – Giesing – Karl-Preis-Platz – Innsbrucker Ring – Josephsburg – Kreillerstraße – Trudering – Moosfeld – Messestadt West – Messestadt Ost |

## Liên kết Web
- Weitere Infos unter www.u-bahn-muenchen.de
- Umgebungsplan und weitere Informationen zum Bahnhof Lưu trữ ngày 9 tháng 2 năm 2019 tại Wayback Machine auf mvv-muenchen.de